# Yle TV2
Yle TV2 – kanał telewizyjny fińskiego nadawcy publicznego Yleisradio. Jest drugim kanałem telewizyjnym w Finlandii. Nadaje również program w rozdzielczości HD.

## Historia
Kanał rozpoczął nadawanie 7 marca 1958

## Format
Oferta programowa jest złożona z programów rozrywkowych, młodzieżowych, sportowych i seriali. Program nadaje wiadomości z ośrodków regionalnych.